# Abdij van Saint-Vanne
De abdij van Saint-Vanne (Frans:Abbaye Saint-Vanne) is een voormalige benedictijnerabdij in het Franse Verdun. De abdij werd gesticht in 952. In de twaalfde eeuw werd er een romaanse abdijkerk gebouwd. Sinds 1920 is de voormalige abdijtoren een beschermd monument. Na de Franse Revolutie werd de abdij verlaten in 1792.